# 장 크리스토프 나폴레옹
장 크리스토프 루이 페르디낭 알베릭 나폴레옹 보나파르트(프랑스어: Jean Christophe Louis Ferdinand Albéric Napoléon Bonaparte, 1986년 7월 11일 ~ )은 프랑스 황실이었던 보나파르트 왕가의 수장으로 인식되고 있으며 나폴레옹 보나파르트가 남긴 유산의 상속자이다.